# سعدان تنتالوس
سعدان تنتالوس (الاسم العلمي:Chlorocebus tantalus) (بالإنجليزية: Tantalus Monkey)‏ هو نوع من الحيوانات يتبع جنس العبلنج من فصيلة سعادين العالم القديم.